# Costa Mesa, California
Costa Mesa là một thành phố lớn thứ 8 tại quận Cam, California, Hoa Kỳ. Thành phố nằm trong Vùng Đại Los Angeles. Dân số theo điều tra năm 2005 của Cục điều tra dân số Hoa Kỳ là 109.809 người, dân số theo điều tra năm 2010 là 109.960 người, là thành phố lớn thứ 54 ở tiểu bang California và thứ 236 Hoa Kỳ, diện tích là 40,662 km² trong đó có 0,119 km² là diện tích mặt nước. Khu vực này có độ cao trung bình 30 mét trên mực nước biển. 